# Утакмице фудбалске репрезентације Мађарске 1991.
| Домаћин | Гост |

Фудбалска репрезентација Мађарске је током 1991. године одиграла дванаест званичних утакмица. У јануару је мађарски тим учествовао на Нехру купу у Индији, од шест одиграних мечева само је меч против домаћег тима Индије био званичан.
Резултати осталих утакмица:
- Румунија Б 1 : 1
- Кина 1 : 1
- Олимпијски тим СССР 1 : 1
- Замбија 4 : 1
- Румунија Б 1 : 3

У квалификацијама за Европско првенство репрезентација Мађарске је завршила тек четврта у својој групи. После нерешеног резултат утакмице у Москви, Калман Месељ је поднео оставку, а његов заменик Роберт Глазер именован је само за јесење утакмице.
Савезни селектори националног тима у овом периоду су били:
- Калман Месељ (649 — 656.)
- Роберт Глазер (повереник) (657 — 660.)[note 1]

## Утакмице
| Индија            | 1 : 2 (1 : 0) | Мађарска                    |
| ----------------- | ------------- | --------------------------- |
| Ц. В. Папачан 43’ | Извештај      | 52’ (пен) Балог · 75’ Јован |

| Аргентина                     | 2 : 0 (1 : 0) | Мађарска |
| ----------------------------- | ------------- | -------- |
| Ф. Дарио 36’ · А. Мохамед 47’ | Извештај      |          |

| Шпанија                         | 2 : 4 (1 : 1) | Мађарска                        |
| ------------------------------- | ------------- | ------------------------------- |
| Маноло 45’ (пен) · К. Муњоз 84’ | Извештај      | 43’ 60’ Киприх · 55’ 89’ Леринц |

| Кипар | 0 : 2 (0 : 2) | Мађарска               |
| ----- | ------------- | ---------------------- |
|       | Извештај      | 16’ Салма · 40’ Киприх |

| Мађарска | 0 : 2 (0 : 2) | Совјетски Савез     |
| -------- | ------------- | ------------------- |
|          | Извештај      | 30’ О. Михајличенко |

| Италија                      | 3 : 1 (2 : 0) | Мађарска         |
| ---------------------------- | ------------- | ---------------- |
| Донадони 4’ 17’ · Вијали 57’ | Извештај      | 66’ (пен) Богнар |

| Мађарска  | 1 : 2 (0 : 0) | Република Ирска           |
| --------- | ------------- | ------------------------- |
| Ковач 60’ | Извештај      | 61’ Д. Кели · 69’ К. Шиди |

| Совјетски Савез                          | 2 : 2 (1 : 1) | Мађарска       |
| ---------------------------------------- | ------------- | -------------- |
| И. Шалимов 38’ (пен) · А. Канчелскис 49’ | Извештај      | 16’ 90’ Киприх |

| Мађарска | 0 : 2 (0 : 1) | Белгија                |
| -------- | ------------- | ---------------------- |
|          | Извештај      | 8’ М. Емерс · 75’ Шифо |

| Мађарска | 0 : 0    | Норвешка |
| -------- | -------- | -------- |
|          | Извештај |          |

| Мексико                                   | 3 : 0 (0 : 0) | Мађарска |
| ----------------------------------------- | ------------- | -------- |
| Л. Гарсија 55’ 75’ · Де ла Торе 82’ (пен) | Извештај      |          |

| Салвадор        | 1 : 1 (0 : 1) | Мађарска   |
| --------------- | ------------- | ---------- |
| Х. Гонзалес 51’ | Извештај      | 37’ Хамори |

## Голгетери у 1991.
| - Јожеф Киприх - Ђерђ Богнар - Калман Ковач |

## Статистика
|                  | Ута | П | Н | И | Г+ | Г– | ГР | T (%) |
| ---------------- | --- | - | - | - | -- | -- | -- | ----- |
| Укупно           | 12  | 3 | 3 | 6 | 13 | 19 | −6 | 37,5  |
| Место одигравања |     |   |   |   |    |    |    |       |
| Домаћин          | 4   | 0 | 0 | 4 | 1  | 5  | −4 | 0,0   |
| Гост             | 8   | 3 | 2 | 3 | 12 | 14 | –2 | 50,0  |
| Неутрални терен  | 0   | 0 | 0 | 0 | 0  | 0  | 0  | 0     |
| Врста утакмице   |     |   |   |   |    |    |    |       |
| Пријатељска      | 7   | 2 | 1 | 4 | 8  | 13 | −5 | 35,0  |
| Такмичарска      | 5   | 1 | 1 | 3 | 5  | 7  | −2 | 30.0  |

## Извори и спољашње везе
- Dénes Tamás-Rochy Zoltán. A 700. után. Rochy és Társa. ISBN 963-04-7169-8.
- Све утакмице репрезентације Мађарске
- Репрезентација Мађарске на фудбалској бази података
- Утакмице репрезентације Мађарске (1991)